# Hypolycaena nigra
Hypolycaena nigra är en fjärilsart som beskrevs av George Thomas Bethune-Baker 1913. Hypolycaena nigra ingår i släktet Hypolycaena och familjen juvelvingar. IUCN kategoriserar arten globalt som livskraftig. Inga underarter finns listade i Catalogue of Life.